# Фосфен

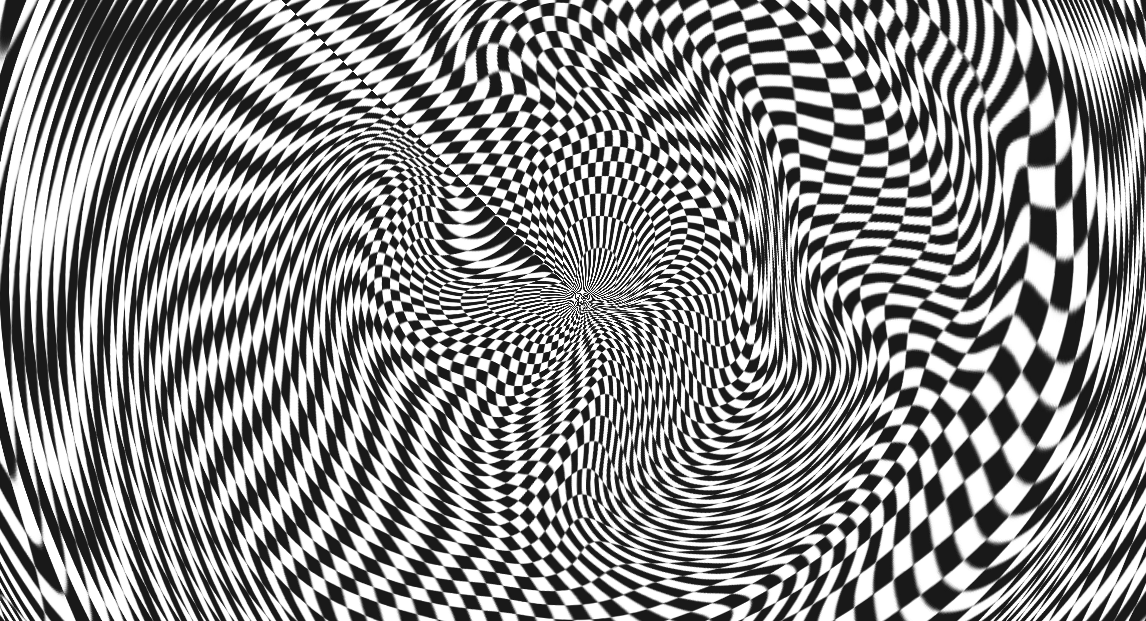
Художнє уявлення фосфенів, породжених механічним тиском на сітківку ока

Фосфен (від дав.-гр. φῶς — світло та φαίνω — показую, виявляю) — зорове відчуття, що виникає у людини без впливу світла на око. За таких умов людина сприймає точки, що світяться, або фігури, що з'являються самостійно в темряві.

## Історія
Явище фосфенів було описане ще в античні часи. Ісаак Ньютон описав фосфен у вигляді кольорового кола. Герман фон Гельмгольц у свій час опублікував малюнки фосфенів, які він викликав шляхом притискання сітківки.
Назву «фосфен» вперше вжив Анрі Савіньї (J.B.H. Savigny), відомий як хірург корабля Медуза, що зазнав корабельної аварії.

## Короткий опис
Фосфен може виникати внаслідок певного впливу на зорову систему на її різних рівнях, це може бути: механічний вплив (наприклад, легке натискання на заплющені очі), сильне магнітне поле, хімічні сполуки, електричне подразнення сітківки за допомогою електроди, що прикладають до скронь, а також шляхом безпосереднього електричного збудження зорових центрів кори головного мозку.
Колір та форма фосфенів буває найрізноманітнішою, але в більшості випадків вони мають слабкі синюваті, зеленуваті, жовтуваті та помаранчеві відтінки та прості форми (точки, кола, короткі лінії).
При порушенні зорових центрів кори мозку, людина перестає бачити навколишній світ та спостерігає лише рухомі плями світла, що переміщаються синхронно зі зміною напрямку погляду.
Порушення кількох сусідніх областей кори приводить до появи фосфенів у вигляді певних геометричних форм.
Сліпі від народження не бачать фосфенів. Тоді як людина, що втратила зір, як правило, може спостерігати їх при штучному збудженні. На думку науковців цей факт підтверджує можливість створення в майбутньому зорових протезів із штучним збудженням фосфенів.
У ряді випадків фосфени спостерігаються також на світлі, змішуючись разом з видимою картиною та породжуючи зорові ілюзії.
Наявність яскравих фосфенів може бути симптомом хворобливого стану організму. Так інтенсивні фосфени можуть бути ознакою процесу відшарування сітківки.
Фосфени можуть також з'являтися внаслідок неврологічних розладів, таких як епілепсія чи офтальмічна мігрень, або внаслідок вживання психотропних речовин (певні види медикаментів, наркотики галюциногенного типу).
Фосфени, що їх спостерігають астронавти в космосі, пов'язані з так званим ефектом Черенкова.